# Rocco Havelaar
Rocco Havelaar (1972), een jongere broer van fotograaf Anton Havelaar, is een Nederlands componist en altviolist.
Op achtjarige leeftijd kreeg hij zijn eerste vioolles in Bilthoven en hij begon al jong met componeren. Zijn eerste lessen in compositie kreeg hij van Rob Goorhuis.
In 1985 werd hij als jong talent aangenomen door het conservatorium in Den Haag. Hij kreeg enige lessen van Peter-Jan Wagemans en Diderik Wagenaar. Later begon hij ook altviool te studeren bij Gisella Bergman.
In 1995 veranderde hij van studie en studeerde compositie in Rotterdam bij Klaas de Vries en altviool bij Ferdinand Erblich in Tilburg. Havelaar studeerde in januari 1998 af als componist, en in 1999 als altviolist. Het meeste werk van Havelaar tot 2005 schreef hij op verzoek of in opdracht van ensembles.
In 2000 werd de Tera de Marez Oyensprijs aan hem toegekend.

## Werk
Enkele van de werken van Havelaar zijn:
- Some Long Breath Could Softly Bring the Fool in Me to Peace. Een werk voor contrafagot solo.[2]
- Werk voor cello en piano
- Werk voor hoorn, strijkers, harp en slagwerk
- Atemzuge eines Sommertags (1998) (Nederlandse titel onbekend)
- Sonate voor viool en slagwerk (2000). In 2001 werd dit opgenomen door MaltedMedia en een uitvoering van Lydia Forbes en Danny Tunick. Het stuk werd op 30 oktober 2005 uitgevoerd door het Zephyr Kwartet in de Kleine zaal van het Concertgebouw Amsterdam, met Claire Edwardes op slagwerk.[3]
- ‘...een doorwaadbare plaats...’ (2001) voor sopraan, viool, violoncello, piano en accordeon, op een tekst van Toon Tellegen. Dit werd uitgevoerd in een multidisciplinair samenwerkingsproject van het Wendingen ensemble met beeldend kunstenaars. Het stuk werd uitgevoerd in een draaiend kunstwerk van Noam Ben-Jacov.
- Nocturne (rond 2002)
- Kwintet (2005)